# Zygmunt Łapiński
Zygmunt Łapiński (ur. 16 lipca 1941 w Łapach) – polski polityk, poseł na Sejm PRL VIII i IX kadencji.

## Życiorys
W 1960 ukończył Technikum Mechaniczne w Białymstoku i podjął pracę jako dyplomowany starszy mistrz produkcji w Zakładach Naprawczych Taboru Kolejowego im. M. Nowotki w Łapach. Był członkiem Rady Miejsko-Gminnej Patriotycznego Ruchu Odrodzenia Narodowego. W 1980 uzyskał mandat posła na Sejm PRL VIII kadencji w okręgu Białystok z ramienia Polskiej Zjednoczonej Partii Robotniczej. Zasiadał w Komisji Komunikacji i Łączności, Komisji Pracy i Spraw Socjalnych, Komisji Mandatowo-Regulaminowej oraz w Komisji Nadzwyczajnej do rozpatrzenia projektu ustawy „Ordynacja Wyborcza do Sejmu PRL”. W 1985 uzyskał reelekcję. W Sejmie IX kadencji zasiadał w Komisji Regulaminowej i Spraw Poselskich oraz w Komisji Transportu, Żeglugi i Łączności.

## Odznaczenia
- Krzyż Komandorski Orderu Odrodzenia Polski
- Brązowy Krzyż Zasługi
- Medal 40-lecia Polski Ludowej